# Michael Chopra
Michael Chopra, född 23 december 1983 i Newcastle-upon-Tyne, är en engelsk fotbollsspelare som spelar för Blackpool. Han har även spelat för Newcastle, Watford, Nottingham Forest, Barnsley, Cardiff City FC, Sunderland och Ipswich Town.

## Fotnoter
1. ↑  transfermarkt.com, transfermarkt.com spelar-ID: 3463, läst: 9 oktober 2017.[källa från Wikidata]
2. ↑  FBref, FBref.com spelar-ID: e8368ec0.[källa från Wikidata]
3. ↑  Base de Datos del Futbol Argentino, BDFA spelar-ID: 58381.[källa från Wikidata]